# Remedius
Remedius, auch Remigius (* im 8. Jahrhundert; † an einem 27. Juni – vermutlich 820), war Bischof von Chur und „praesides Rhaetiae“. Er war der letzte Inhaber sowohl des Bistums Chur wie auch der Grafschaft Chur.

## Leben
Remedius stammte vermutlich aus dem Umfeld von Alkuin, einem Gelehrten und wichtigsten Berater Karls des Großen. Remedius wurde um 790/800 Bischof von Chur, wohl eingesetzt von Karl dem Großen. Er war der letzte Churer Bischof, der auch „praeses Rhaetiae“ war und somit die weltliche und die geistliche Gewalt in Churrätien innehatte.
Durch zahlreiche Dokumente wurde sein richterliches Engagement nachgewiesen. Man geht davon aus, dass die Zusammenstellung der „Capitula Remedii“ (St. Gallen, Stiftsbibl., Cod. Sang. 722, um 800), einer Sammlung von römischem und alemannischem Recht, von ihm veranlasst wurde. Ebenso schreibt man ihm das so genannte „Remedius-Sakramentar“ (St. Gallen, Stiftsbibl, Cod. Sang. 348, um 800) zu.
Nach zunehmenden Unruhen in Churrätien entsandte Kaiser Karl der Große im Jahre 811 eine Untersuchungskommission, die die weltliche Amtsführung von Remedius bemängelte. Der Kaiser setzte Roderich als weltlichen Verwalter („comes“) ein und bestimmte Viktor III. von Chur als Nachfolger im Bischofsamt. In einer Bittschrift aus dem Jahre 821 wird festgehalten: „Quae distractio vel praeda post illam divisionem, quam bonae memoriae genitor vester inter episcopatum et comitatum fieri praecepit – subito a Roderico et suo pravo socio Herloino post acceptum comitatum facta est et adhuc ita permanet“ (cf. Ambrosius Eichhorn, episcopatus Curiensis pag. 14 des Codex probationum).